# Texarkana (Teksas)
Texarkana – miasto w Stanach Zjednoczonych, w stanie Teksas, w hrabstwie Bowie. Według danych z 2021 roku liczy 36,3 tys. mieszkańców, oraz 146,4 tys. w obszarze metropolitalnym. Uznawany jest za centrum regionu Arka-La-Tex.
Nazwa, podobnie jak bliźniaczej Texarkany, położonej po drugiej stronie stanowej granicy, pochodzi od nazw stanów Teksas, Arkansas i Luizjana.

## Demografia

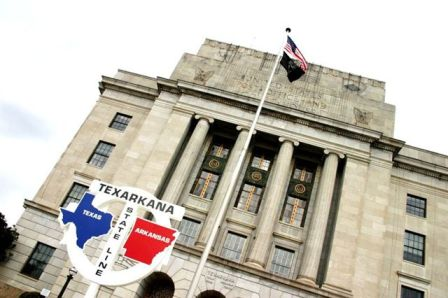
Granica stanowa w Texarkanie

Według spisu w 2020 roku skład rasowy miasta wyglądał następująco:
- biali nielatynoscy – 47,3%
- czarni lub Afroamerykanie – 38,9%
- Latynosi – 8,9%
- rasy mieszanej – 3,1%
- Azjaci – 2,2%
- rdzenni Amerykanie – 0,2%.

## Religia
W 2020 roku obszar miejski Texarkana charakteryzował się najwyższym odsetkiem ewangelikalnych (47,7% zarejestrowanych członków) wśród metropolii Teksasu, z dominacją baptystów (41,2 tys.), kościołów bezdenominacyjnych (22,4 tys.) i zielonoświątkowców (32 zbory). Inne większe grupy religijne obejmowały protestantów tradycji afroamerykańskiej (ok. 12 tys.), zjednoczonych metodystów (7,9 tys.), katolików (6,7 tys. – najniższy odsetek wśród 24 metropolii Teksasu), świadków Jehowy (1,2 tys.) i mormonów (1,1 tys.).

## Phantom Killer
Między 22 lutego a 3 maja 1946 roku w okolicach Teksarkany zamordowanych zostało 5 osób. Morderca zwany „Phantom Killer” nie został nigdy złapany. O morderstwach nakręcono w 1976 roku film: The Town That Dreaded Sundown (Miasteczko, które bało się zmierzchu), który doczekał się remake’u w 2014.